# دانیلا شیلر
دانیلا شیلر (عبری: דניאלה שילר؛ زادهٔ ۲۶ اکتبر ۱۹۷۲، در اسرائیل) یک عصب‌شناس است که آزمایشگاه عصب‌شناسی عاطفی را در دانشکده پزشکی کوه سینا رهبری می‌کند. او بیشتر به خاطر کارش در زمینه تثبیت مجدد حافظه و اصلاح یادگیری عاطفی و حافظه شناخته شده است.

## اوایل زندگی و تحصیل
شیلر در ریشون لتزیون، اسرائیل به دنیا آمد. او دختر یک مادر مراکشی و یک پدر اوکراینی است. پدر شیلر، زیگموند شیلر، یکی از بازماندگان هولوکاست بوده و شیلر کوچک‌ترین از چهار فرزند است. او در سال ۱۹۹۶ مدرک لیسانس روان‌شناسی و فلسفه و دکترای خود را در روان زیستی از دانشگاه تل آویو در سال ۲۰۰۴ و سپس بورسیه فولبرایت دریافت کرد و با الیزابت آ. فلپس و جوزف ای. لدوکس در دانشگاه نیویورک مشغول به کار شد. شیلر برای آمیگدالوئیدها و فوق کوچک درام می‌نوازد و بک آواز می‌خواند.

## تحقیقات علمی
هدف از تحقیقات شیلر کشف مکانیسم‌های عصبی شناختی است که خاطرات عاطفی را انعطاف‌پذیر می‌سازد و امکان اصلاح حافظه و تنظیم انطباقی رفتار عاطفی و اجتماعی را فراهم می‌کند.

### تحقیق در مورد تعدیل یادگیری ترس
تحقیقات شیلر با استفاده از یک پارادایم رفتاری به نام یادگیری معکوس در ترکیب با اندازه‌گیری فیزیولوژیک هدایت پوستی و تصویربرداری عصبی به این پرسش پاسخ داد. در این آزمایش، سوژه‌ها ابتدا یادمی‌گرفتند که یکی از دو محرک خنثی را با یک نتیجه ناخوشایند مرتبط کنند (مرحله اکتساب)، سپس باید این یادگیری را به‌طور انعطاف‌پذیر تغییر می‌دادند وقتی محرک دوم شروع به پیش‌بینی نتیجه ناخوشایند می‌کرد، در حالی که محرک پیش‌بینی‌کننده اولیه دیگر این کار را نمی‌کرد (مرحله معکوس).
مطالعه نشان داد که پاسخ‌های آمیگدال و استریاتوم به‌طور انعطاف‌پذیر ارزش پیش‌بینیکننده ناخوشایند محرک‌های شرطی‌شده را دنبال می‌کنند و هنگام وقوع معکوس‌سازی، پاسخ‌های خود را از یک محرک به محرک دیگر تغییر می‌دهند. قشر پیش‌پیشانی شکمی-میانی (vmPFC) نیز هرچند در جهت مخالف مشارکت داشت و پاسخ‌های قوی‌تری به محرک‌های ایمن نشان می‌داد، اما همچنین بین محرک‌های ایمن «ساده» و محرک‌هایی که قبلاً خطرناک بودند ولی اکنون ایمن هستند، تمایز قائل می‌شد.
برای شناسایی یک مکانیسم کلی زیربنایی تعدیل ترس، صرف‌نظر از استراتژی خاص مورد استفاده، شیلر و مائوریسیو دلگادو نشان دادند که سیستم‌های عصبی مشترکی، خاموشی، معکوس‌سازی و تنظیم ترس آموخته‌شده را میانجی‌گری می‌کنند. تحقیقات بیشتر از داده‌های یادگیری معکوس برای تفکیک محاسبات مختلف انجام‌شده توسط استریاتوم (خطای پیش‌بینی) و آمیگدال (قابلیت ارتباط) در طول یادگیری ترس استفاده کردند.
این پروتکل همچنین به شناسایی تفاوت‌های بین کهنه‌سربازان جنگ با یا بدون تشخیص PTSD در نحوه محاسبه خطای پیش‌بینی و به‌روزرسانی ارزش محرک‌های پیش‌بینی‌کننده ترس و ردیابی عصبی این محاسبات کمک کرد. تحقیقات شیلر به یادگیری ابزاری اجتناب فعال نیز گسترش یافت و مکانیسم‌های عصبی که مقابله موفقیت‌آمیز فعال با تهدیدات را در مغز انسان پیش‌بینی می‌کنند، آشکار ساخت.

### تحقیق در مورد تخیل
تحقیقات شیلر با استفاده از fMRI بلادرنگ نشان داد که سرنخ‌های انگیزشی بیرونی با سوبستراهای عصبی تصویرسازی حرکتی تعامل داشته و مناطق مغزی مرتبط با تصویرسازی حرکتی با مناطق حرکتی اجرایی همگام می‌شوند، همچنین مطالعات دیگر با استخراج الگوی عصبی ترس آموخته‌شده اثبات کردند که تصویرسازی ذهنی محرک‌های شرطی‌شده می‌تواند پاسخ ترس را خاموش کند - فرآیندی که مناطقی مانند آمیگدال و قشر پیش‌پیشانی شکمی-میانی را درگیر می‌کند و فعالیت هسته اکومبنس نیز موفقیت در خاموشی ترس از این طریق را پیش‌بینی می‌نماید.